# Bonomi B.S. 16 Allievo Bonomi
L'Allievo Bonomi era un aliante libratore da scuola, monoposto ad ala alta prodotto dall'azienda italiana Aeronautica Bonomi negli anni trenta.
Il catalogo dell'Aeronautica Bonomi lo descriveva come principalmente adatto per le strisciate, primi lanci e preparazione e conseguimento dell'attestato A.

## Tecnica
Era caratterizzato da un'ala rettangolare controventata da due montanti, posto di pilotaggio aperto e trave di coda.

Le ali erano realizzate su due longheroni in legno dell'Oregon, parzialmente rivestiti in compensato, con copertura di tela.
Il corpo centrale era costituito da una trave in legno, a sezione trapezoidale, sulla quale era il posto di pilotaggio e supportava le ali, e da una seconda trave controventata da 4 fili, più bassa, e terminava con i timoni di coda.